# ヤクブ・キヴィオル
ヤクブ・ピオトル・キヴィオル（Jakub Piotor Kiwior、2000年2月15日 - ）は、ポーランド・ティヒ出身のサッカー選手。プレミアリーグ・アーセナルFC所属。ポーランド代表。ポジションはDF。

## 経歴

### クラブ
2016年、GKSティヒからRSCアンデルレヒトの下部組織に加入したが、トップチームデビュー前にスロバキアのFO ŽPシュポルト・ポドブレゾヴァーに移籍した。同クラブでプロデビューを果たし、2019年8月3日、MŠKジリナに加入した。
2021年8月31日、スペツィア・カルチョに移籍したことが発表され、4年契約を交わした。
2023年1月23日、アーセナルFCへの完全移籍が発表された。同年3月9日、ヨーロッパリーグ・ラウンド16・1stレグのスポルティングCP戦にて先発出場しアーセナルデビューを果たした。

### 代表
2022年5月17日、キヴィオルはUEFAネーションズリーグ2022-23のベルギーおよびオランダとの試合に向けてポーランド代表に初招集。 2022年6月11日のオランダ戦でデビューし、その試合は2-2の引き分けに終わった。
2022年11月、キヴィオルはポーランド代表の26人のメンバーに選ばれ、2022 FIFAワールドカップでポーランドの全4試合に先発出場しました。
2023年6月16日、キヴィオルはドイツ代表との親善試合でポーランド代表として初ゴールを決め、ポーランドは1-0で勝利しました。 2024年6月、キヴィオルはドイツで開催されるUEFAユーロ2024に出場するポーランド代表に選ばれました。

## 私生活
ヤクブ・キヴィオルは、家族との絆を非常に大切にしている。特に父親は、彼が16歳の時にプロサッカー選手としてのキャリアを追求できるよう、ポーランドで経営していた建設会社を閉鎖し、彼と一緒にベルギーへ移住したとされる。両親は、規律と努力の重要性を彼に教え、キャリア形成において常にサポートしてきたという。アーセナルへの移籍を決断する際も、家族やガールフレンド、代理人と何度も話し合い、全員の同意を得てから最終決定したと語っている。
食生活に関しては、若手時代に改善を促されたエピソードがある。かつて所属していたポドブレゾバのコーチが、彼が昼食にジャムやドーナツを食べていることを知り、プロ選手として不適切な食事であることを説明したところ、キヴィオルはすぐにアドバイスを受け入れ、食生活を改めたという。
2023年、ヤクブ・キヴィオルは、ダンサーのクラウディア・コワルツィクと結婚した。クラウディアは「クイーン・オブ・トワーキング」大会で優勝経験を持つ人物で、ソーシャルメディアでも知られている。彼女は、キヴィオルのアーセナル移籍を非常に喜んでいたと報じられている。

## 代表歴

### 出場大会
- ポーランド代表
  - 2022 FIFAワールドカップ

### 試合数
- 国際Aマッチ 19試合 1得点（2022年-）[18]

| ポーランド代表 | 国際Aマッチ | 国際Aマッチ |
| 年             | 出場        | 得点        |
| -------------- | ----------- | ----------- |
| 2022           | 9           | 0           |
| 2023           | 10          | 1           |
| 2024           |             |             |
| 通算           | 19          | 1           |

## タイトル
アーセナルFC
- FAコミュニティ・シールド：1回 (2023)